# Oibalos (Messenischer Krieg)
Oibalos (altgriechisch Οἴβαλος Oíbalos) war eine sagenhafte Gestalt der spartanischen Frühgeschichte im 8. Jahrhundert v. Chr.
Im zwanzigsten Jahr des Ersten Messenischen Kriegs (um 715 v. Chr.) befragten die Messenier das Orakel von Delphi zum Ausgang des Krieges. Sie erhielten als Antwort, dass die, die zuerst hundert Dreifüße im Tempel des Zeus Ithomatas entzünden würden, auch den Sieg erringen würden. Hierüber freuten sich die Messener sehr, befand sich dieser Tempel doch auf dem Berg Ithome innerhalb der Stadtmauer. Oibalos, der von dem Orakel Kenntnis erhielt, töpferte 100 Dreifüsse aus Ton, verstaute sie in einem Sack und begab sich nach Messene. Er konnte unerkannt in die Stadt gelangen und bei Nacht die Dreifüsse im Heiligtum entzünden. Als die Messener die Dreifüsse erblickten, war ihnen klar, was geschehen war, und wurden wie prophezeit von den Spartanern besiegt.